# Ylä-Salminen
Ylä-Salminen är en sjö i kommunen Leppävirta i landskapet Norra Savolax i Finland. Den är 4 meter djup. Arean är 37 hektar och strandlinjen är 2,99 kilometer lång. Sjön  ingår i Vuoksens huvudavrinningsområde.   Den ligger omkring 40 kilometer söder om Kuopio och omkring 310 kilometer nordöst om Helsingfors. 
Ylä-Salminen ligger väster om Särkijärvi. 